# Wilhelm-Strauß-Straße 97 (Mönchengladbach)

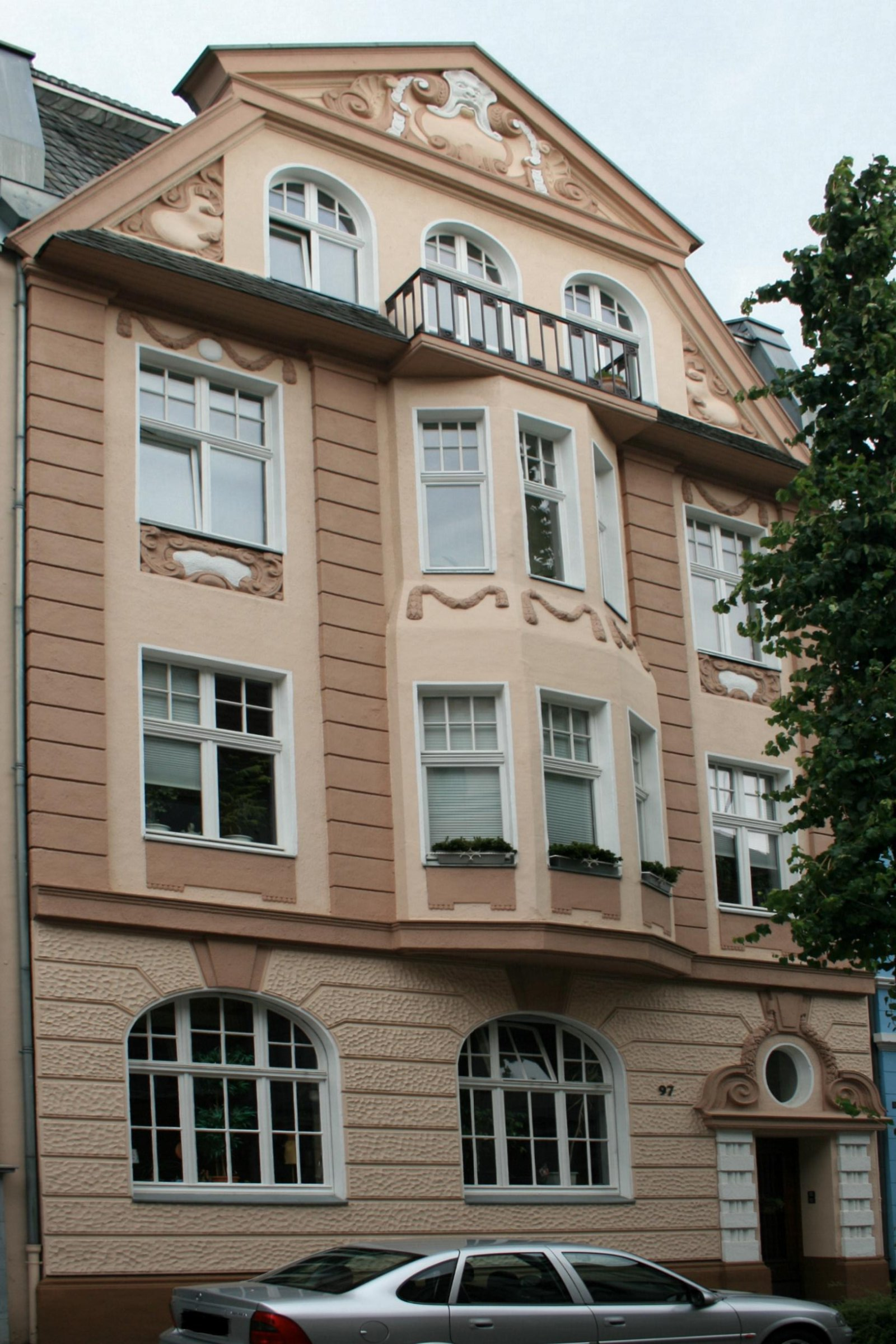
Wohnhaus (2010)

Das Wohnhaus Wilhelm-Strauß-Straße 97 steht im Stadtteil Rheydt in Mönchengladbach (Nordrhein-Westfalen).
Das Gebäude wurde 1907 erbaut. Es ist unter Nr. W 031 am 2. Februar 1993 in die Denkmalliste der Stadt Mönchengladbach eingetragen worden.

## Lage
Das Gebäude liegt in der Wilhelm-Strater-Straße in Rheydt. Die Bebauung prägt sich aus historischen Objekten und Nachkriegsbauten sowie aus Wohn- und Geschäftshäusern.

## Architektur
Es handelt sich bei dem Gebäude um eine 1907 erbautes, zweigeschossiges, traufständiges und dreiachsiges Wohnhaus unter Mansarddach mit mittelaxialem Erker, mächtigem Giebelhaus und rückwärtigem Anbau. Aus architektonischen und städtebaulichen Gründen liegt eine Unterschutzstellung des Objektes im öffentlichen Interesse.